# The Fat Duck
The Fat Duck és un restaurant dirigit pel xef Heston Blumenthal, a Bray, Berkshire, Anglaterra. El restaurant és conegut per la seva inusual carta de plats, creats sota els principis de la cuina molecular com les "farinetes de cargol", el "sorbet de torrada i sardina", el "gelat de cansalada i ou", o el "salmó escalfat amb regalèssia".

## Història i premis
El restaurant fou obert el 1995 i, des de 2004, és un dels quatre restaurants de Gran Bretanya i Irlanda que tenen un tres estrelles a la Guia Michelin. El 2005, fou nomenat com el millor restaurant del món per la revista «Restaurant» i el millor restaurant al Regne Unit el 2008, 2009 i 2010, assolint el màxim de 10 sobre 10 en la Good Food Guide.

## Brot del 2010
El 27 de febrer de 2009, Blumenthal tancà temporalment el seu restaurant després que diversos clients es queixaren de malestars. El 3 de març, la font del brot epidèmic encara no estava clara, però s'havia estat descartat el sabotatge. Un portaveu del restaurant va dir: "Tot això ens porta a creure que [el problema de salut] no ha arribat des del restaurant i esperem donar el vistiplau." El 6 de març es va informar que 400 persones havien declarat que s'havien sentit malament després de dinar al restaurant. El promotor de boxa Frank Warren va dir que estava "molt decebut" amb el seu tractament després d'emmalaltir després de la seva visita. Digué: "Tot era fabulós a la nit, el menjar, l'entorn, el servei, va ser increïblement bo, però per desgràcia, després, tots estaven malalts".
El restaurant reobrí el 12 de març. La causa de la malaltia fou més tard atribuïda per l'Agència de Protecció de la Salut a un norovirus, que es creu que aigües residuals havien contaminat els llocs d'on procedien les ostres consumides pels comensals. El restaurant va ser criticat pels seus mètodes de neteja i la seva lenta resposta a l'incident. Els afectats ascendiren a 529 a finals de gener. The Fat Duck ha rebut una publicitat negativa sobre els anteriors nivells de salut, quan el 2004 una prova de seguretat alimentària va trobar que "tres de quatre mostres no eren satisfactòries".

## Galeria de plats

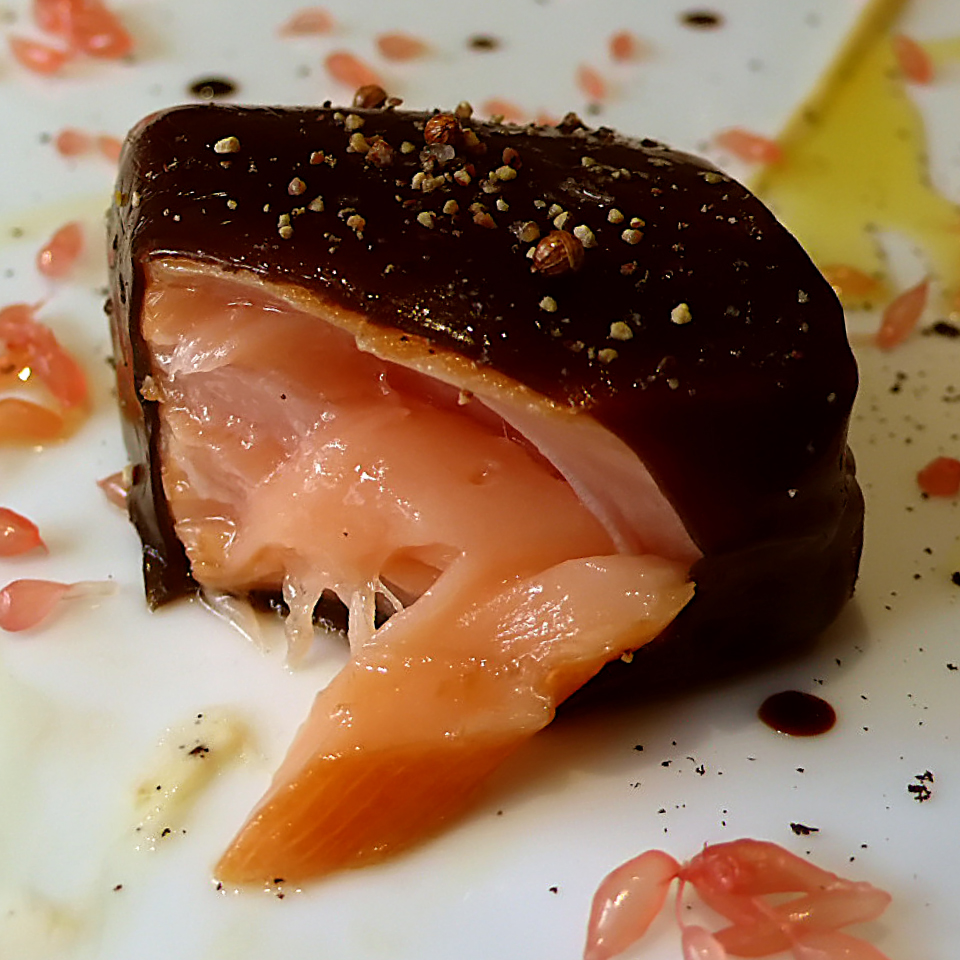
Salmó escaldat en gel de regalèssia servit amb una maionesa de vainilla i carxofes.
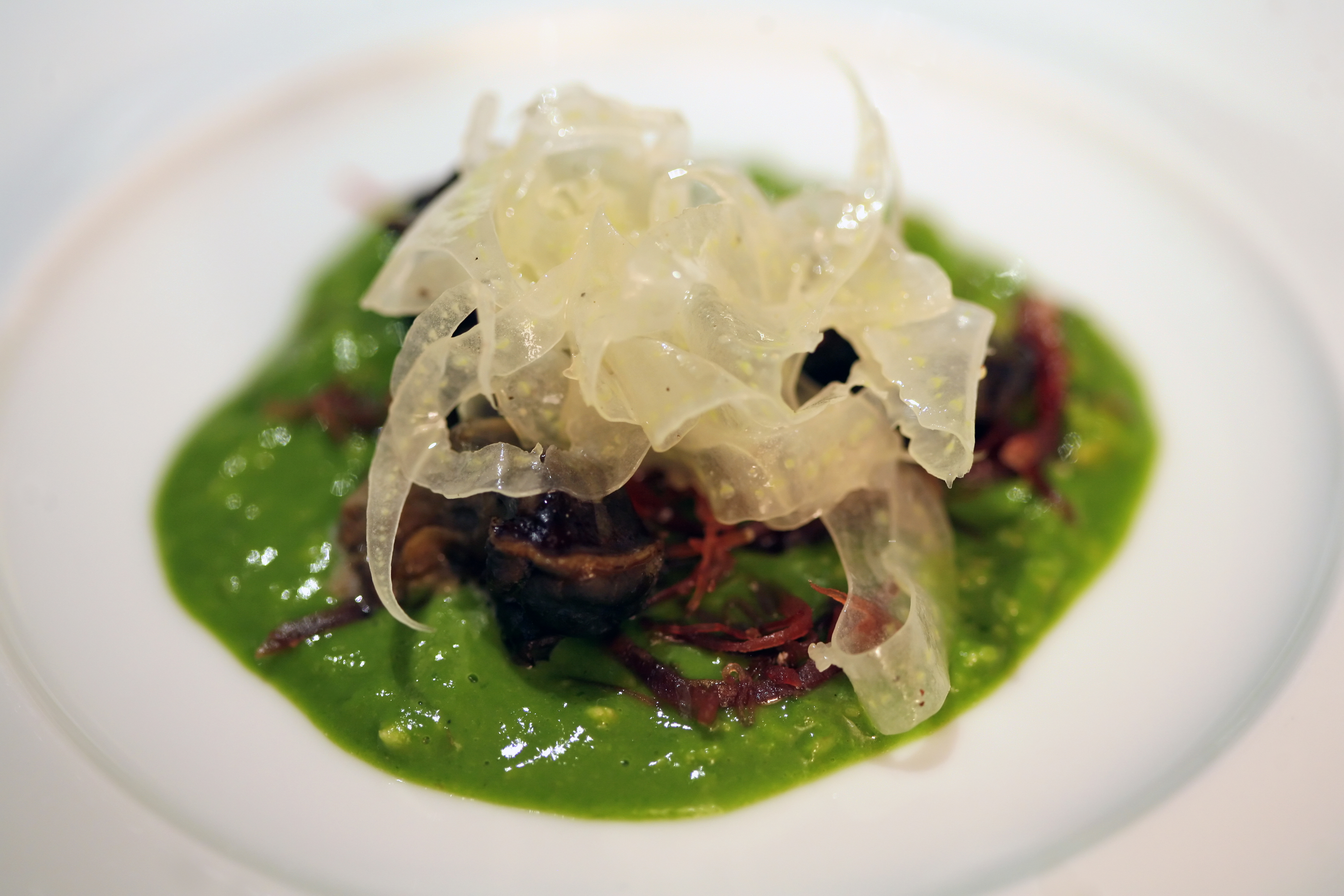
“Farinetes de cargol”: fonoll, carn de cargol picada i pernil servits amb farinetes cuinada amb caldo de cargols amb all i julivert.
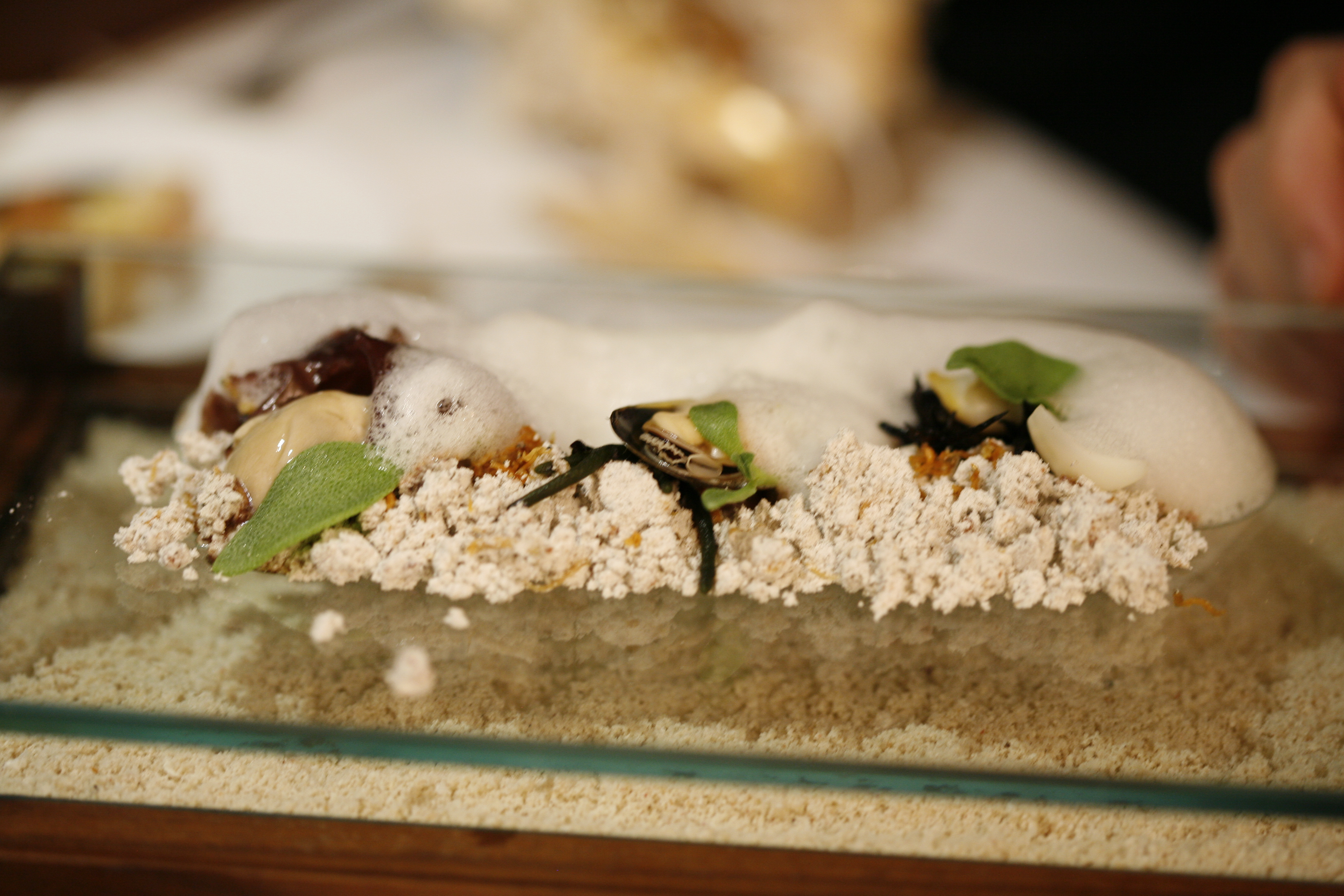
“So del mar”: ostres, cloïsses, musclos, algues servits amb un got de sake
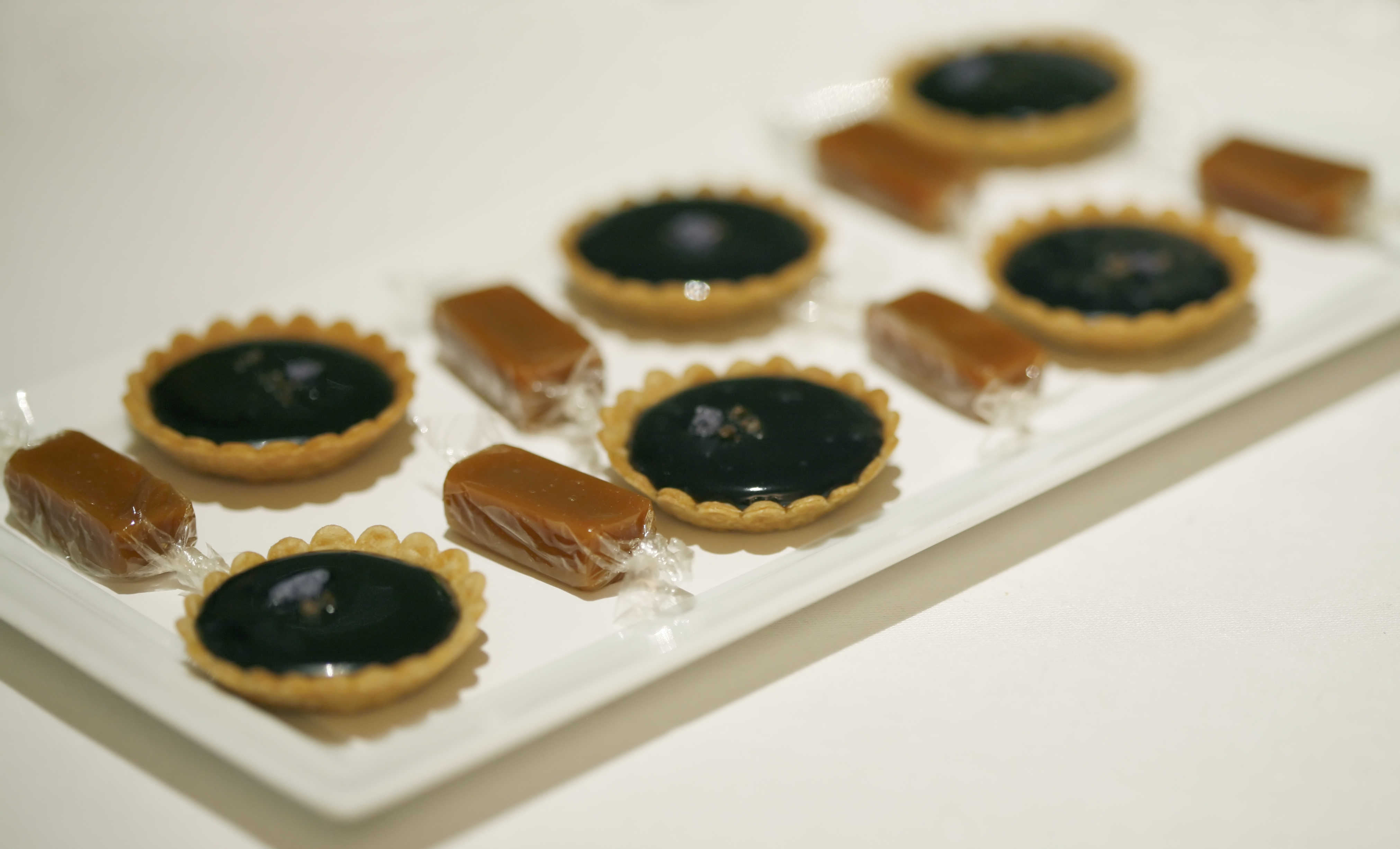
Cassoletes de violeta i caramel de pastís de poma embolicat en paper comestible dolç
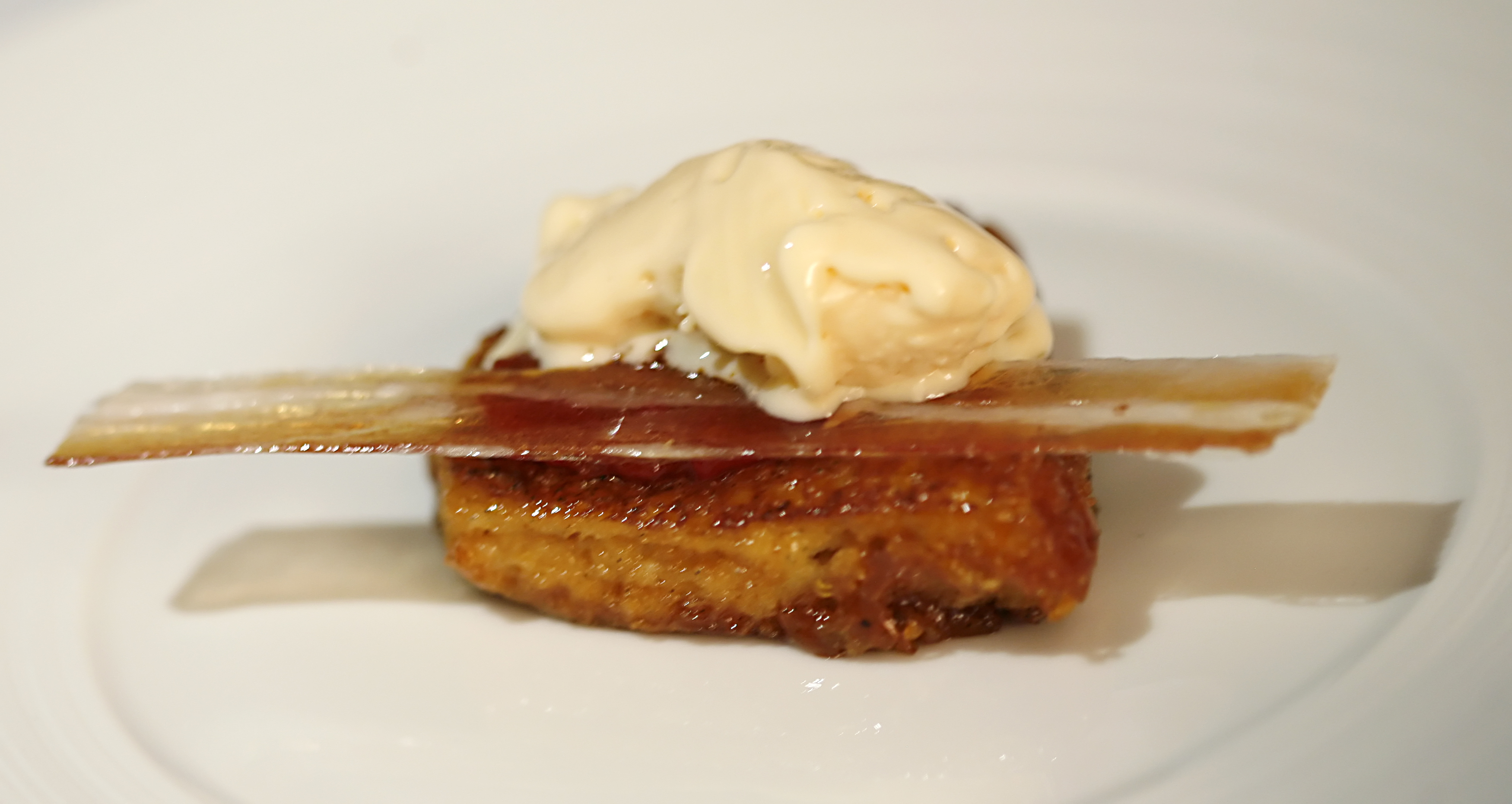
Ous remenats i gelat de cansalada
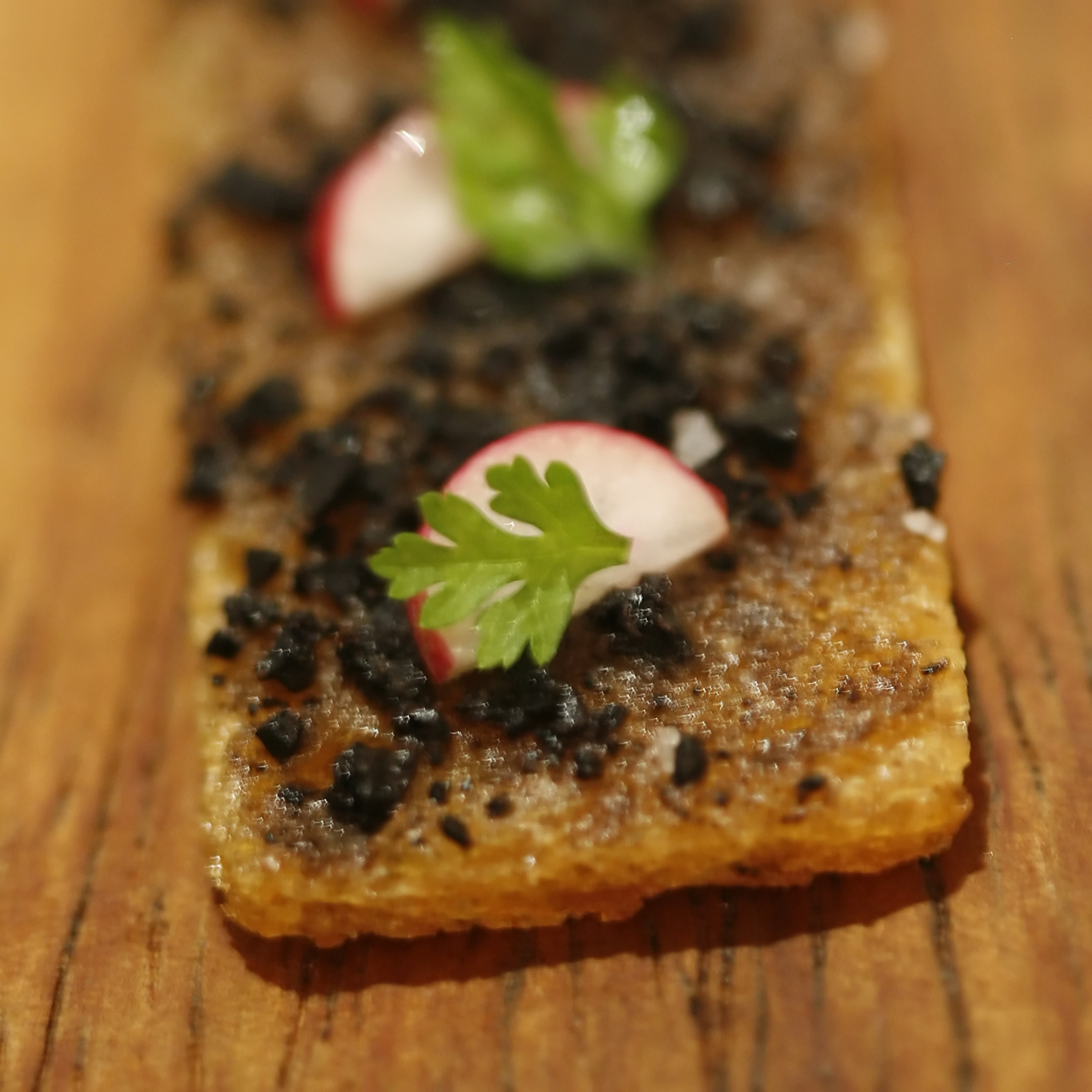
Torrada trufada amb julivert i rave
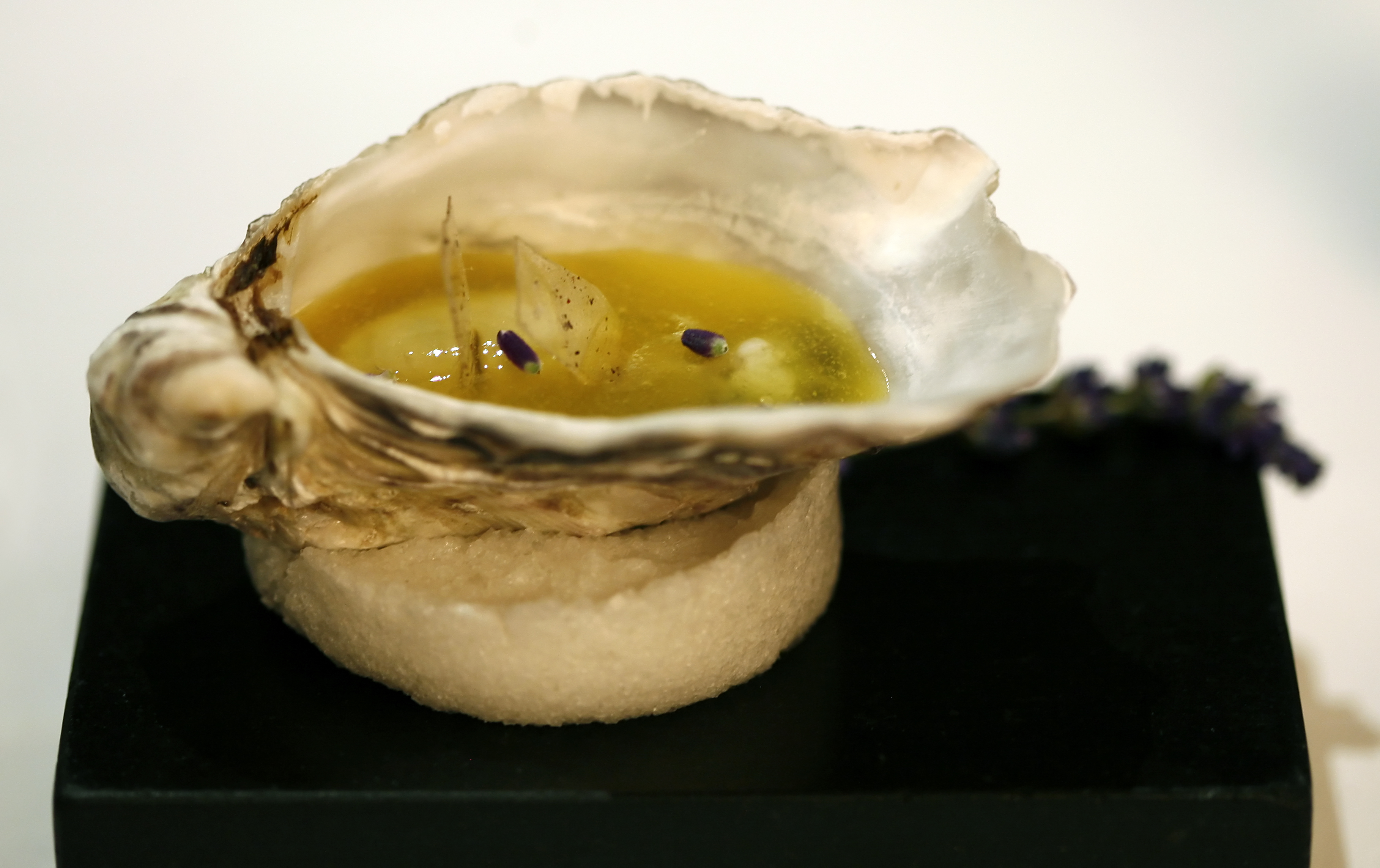
Ostres i gelea de maracujà i lavanda, servit en una closca d'ostra.
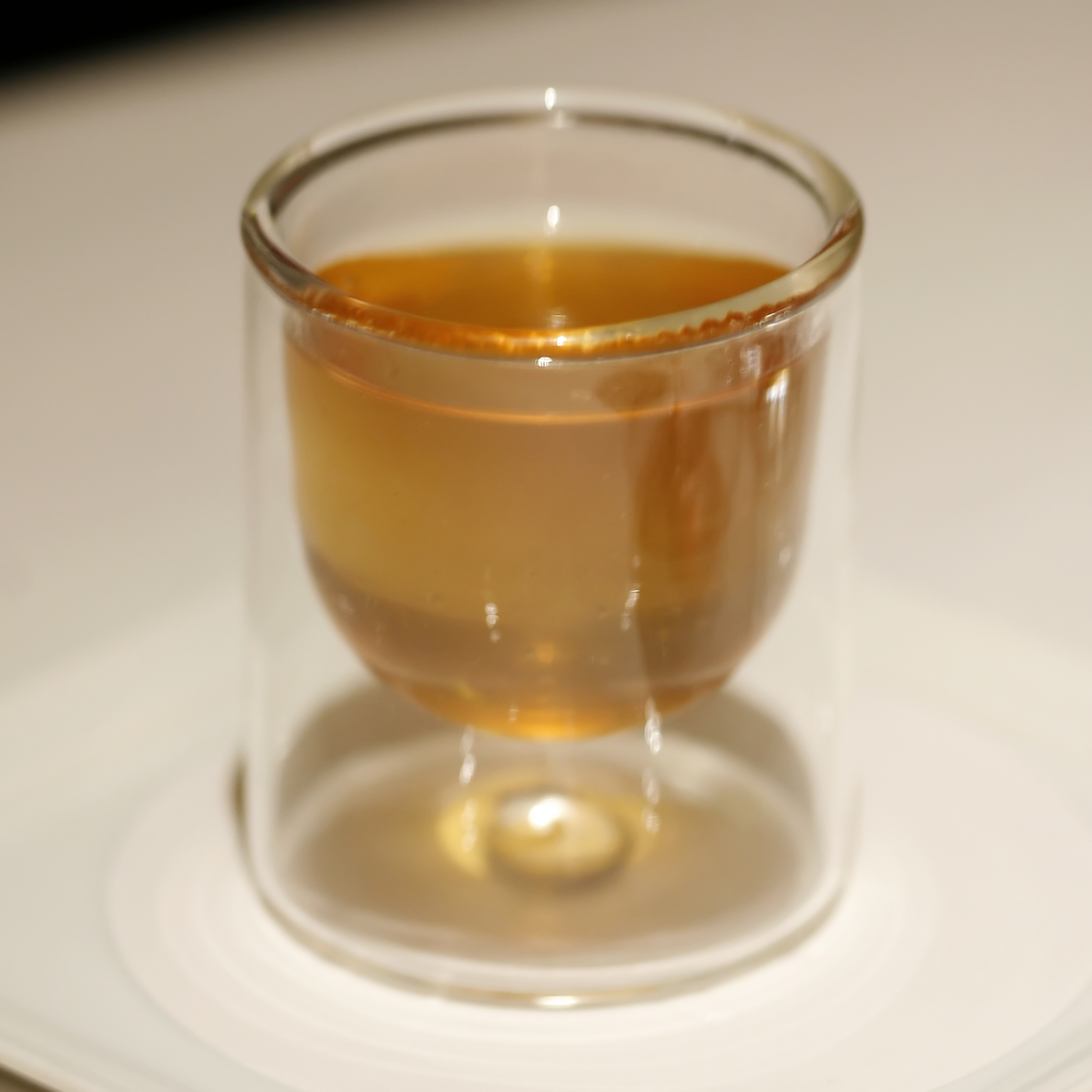
Te calent i gelat
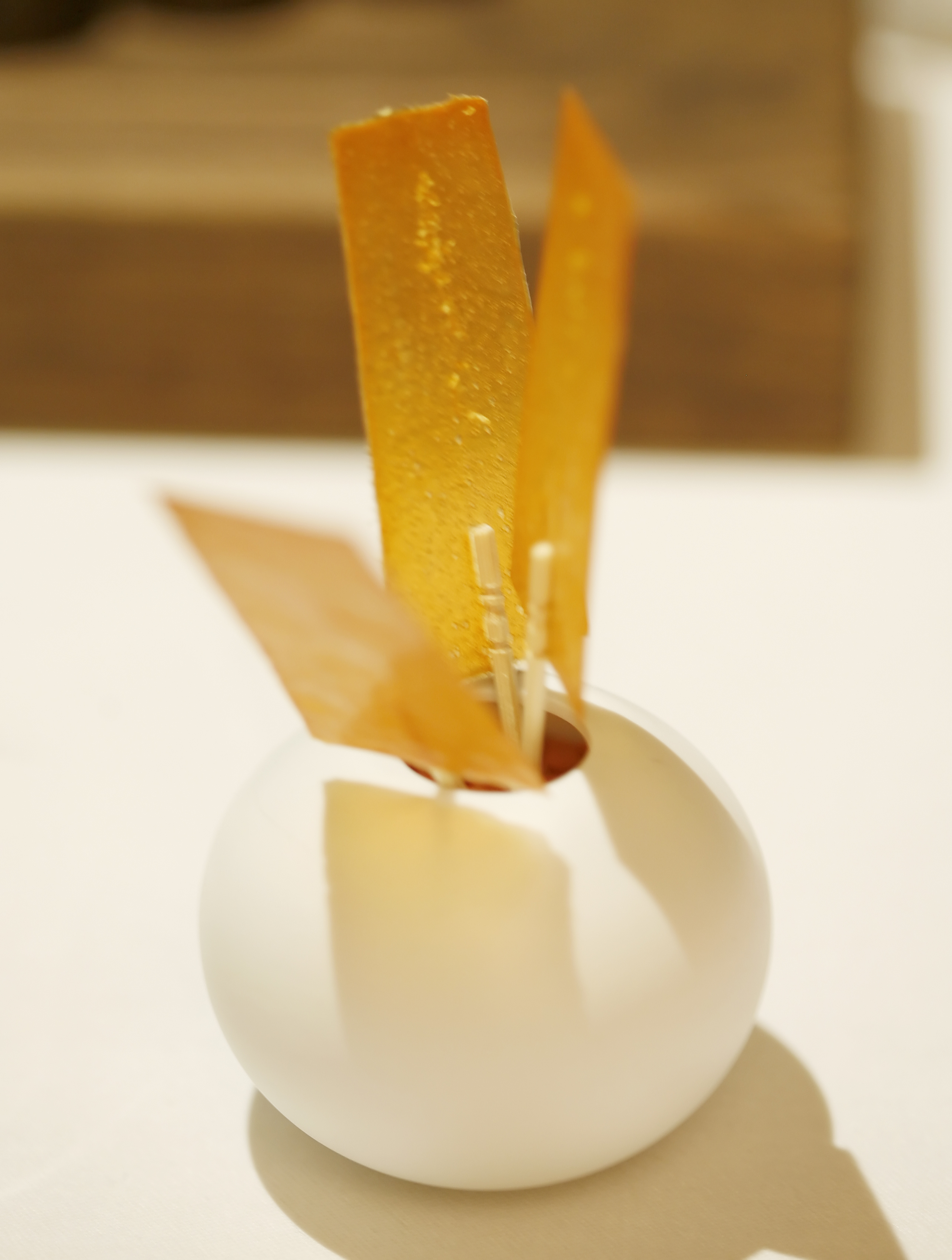
Dolç de pastanaga i taronja
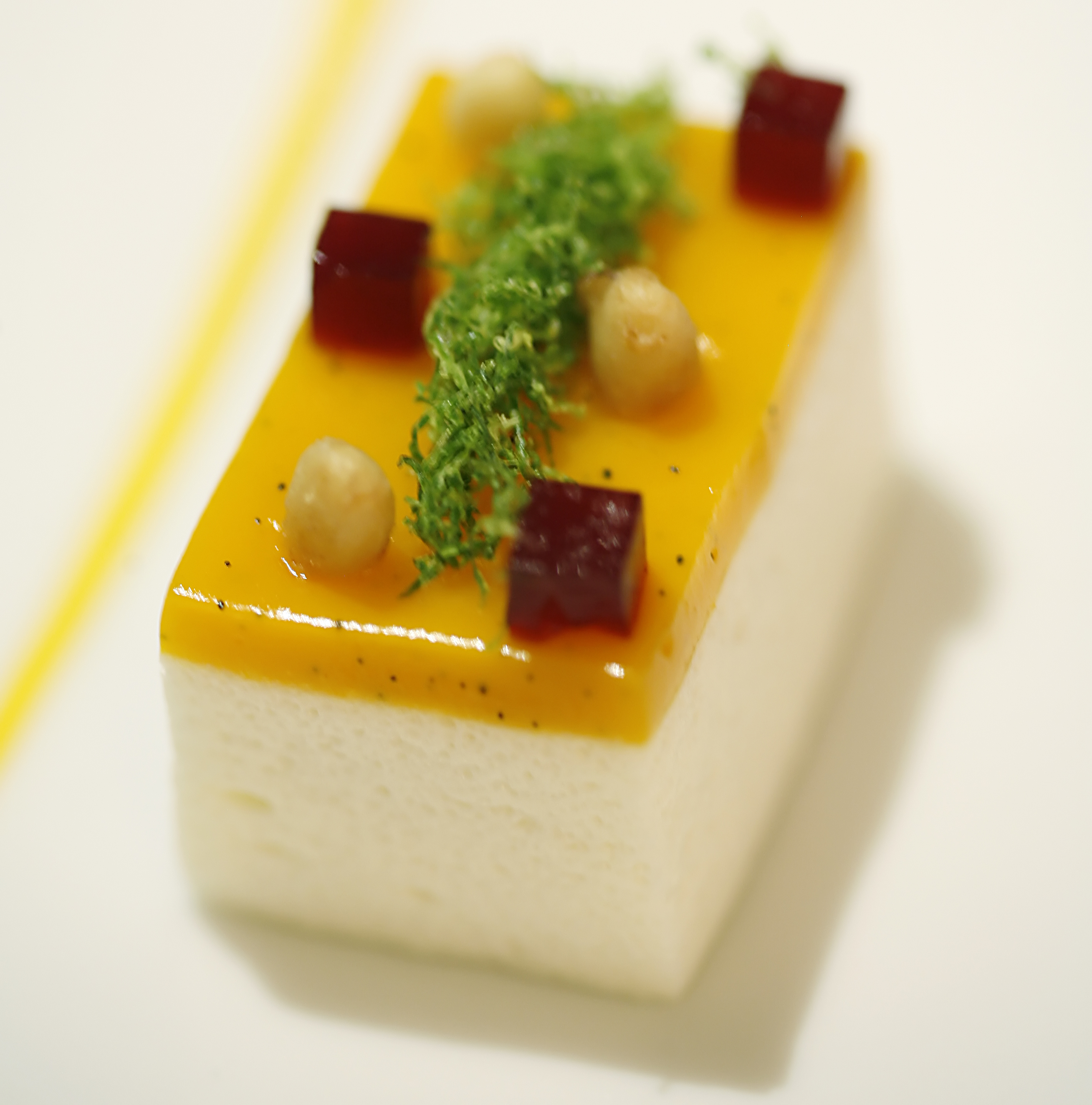
Bavarois de litxi i mango.